# Bölcsek kövére
A Bölcsek kövére (eredeti cím: The Nutty Professor) amerikai romantikus sci-fi vígjáték, mely premierje Amerikában 1996. június 28-án, Magyarországon pedig november 14-én volt. A film az 1963-as Dilidoki című film remake-je. A film főszereplője Eddie Murphy, aki  Sherman Klump professzort, sovány alteregóját és annak családját játssza.

## Cselekmény
|  | Alább a cselekmény részletei következnek! |

Sherman Klump professzor egy nagyrabecsült tudós, a Wellman gimnázium tanára, és reménytelenül szerelmes Carla Purty professzorba. Ám van egy hátránya: a családjához hasonlóan ő is kövér. Kipróbál minden lehetséges dolgot az edzéstől az akupunktúrás kezelésig, ám semmi hatása. Ezért magán teszteli a saját maga által nemrégiben kikísérletezett fogyasztószert, és Sherman egycsapásra sovány lesz. Hogy ne jöjjenek rá mit csinált, ezért kitalál egy nevet a sovány énjének, ami a Haver Lamour lesz, és az ő képében próbál randizni Carlával. Ám az idő múlásával Havernek saját tudata lesz, és megpróbálja véglegesen eltüntetni Shermant, amit Sherman és asszisztense, Jason próbál megakadályozni.
|  | Itt a vége a cselekmény részletezésének! |

## Szereplők
| Szereplő | Színész            | Magyar hang    |
| --- | ------------------ | -------------- |
| Sherman Klump professzor / Haver Lamour / Lance Perkins / Cletus `Papa` Klump / Anna Pearl `Mama` Jensen Klump / Ida Mae `Nagyi` Jensen / Ernie Klump, Sr. | Eddie Murphy       | Dörner György  |
| Carla Purty professzor | Jada Pinkett Smith | Györgyi Anna   |
| Harlan Hartley | James Coburn       | Szersén Gyula  |
| Dean Richmond | Larry Miller       | Fazekas István |
| Reggie Warrington | Dave Chappelle     | Kerekes József |
| Jason | John Ales          | Stohl András   |
| Ernie Jr. „Hercules” Klump | Jamal Mixon        | Szőke András   |
| Ázsiai férfi | Chao Li Chi        | Komlós András  |
| Rendőr | Greg Natale        | Kardos Gábor   |

## Díjak és jelentősebb jelölések
- Oscar-díj
  - díj: legjobb smink és maszk: Rick Baker, David LeRoy Anderson
- BAFTA-díj
  - díj: legjobb smink és maszk
  - jelölés: legjobb speciális effektusok
- Golden Globe-díj
  - jelölés: legjobb színész zenés film és vígjáték: Eddie Murphy